# Parijs-Roubaix 1936
De 37e editie van de wielerwedstrijd Parijs-Roubaix werd gereden op 12 april 1936. De wedstrijd was 262 km lang. Van al de deelnemers wisten er 40 de eindstreep te halen. De wedstrijd werd gewonnen door Georges Speicher.

## Uitslag
| Plaats  | Naam             | Tijd     |
| ------- | ---------------- | -------- |
| Winnaar | Georges Speicher | 7u15’01” |
| 2       | Romain Maes      | z.t.     |
| 3       | Gaston Rebry     | z.t.     |
| 4       | Romain Gyssels   | +1’30”   |
| 5       | Jules Rossi      | z.t.     |
| 6       | Jean Wauters     | z.t.     |
| 7       | Frans Bonduel    | +3’01”   |
| 8       | Emiel Vandepitte | z.t.     |
| 9       | Sylvain Grysolle | +6’34”   |
| 10      | Léon Level       | z.t.     |

1896 · 
1897 · 
1898 · 
1899 · 
1900 · 
1901 · 
1902 · 
1903 · 
1904 · 
1905 · 
1906 · 
1907 · 
1908 · 
1909 · 
1910 · 
1911 · 
1912 · 
1913 · 
1914 · 
1915 · 
1916 · 
1917 · 
1918 · 
1919 · 
1920 · 
1921 · 
1922 · 
1923 · 
1924 · 
1925 · 
1926 · 
1927 · 
1928 · 
1929 · 
1930 · 
1931 · 
1932 · 
1933 · 
1934 · 
1935 · 
1936 · 
1937 · 
1938 · 
1939 · 
1940 · 
1941 · 
1942 · 
1943 · 
1944 · 
1945 · 
1946 · 
1947 · 
1948 · 
1949 · 
1950 · 
1951 · 
1952 · 
1953 · 
1954 · 
1955 · 
1956 · 
1957 · 
1958 · 
1959 · 
1960 · 
1961 · 
1962 · 
1963 · 
1964 · 
1965 · 
1966 · 
1967 · 
1968 · 
1969 · 
1970 · 
1971 · 
1972 · 
1973 · 
1974 · 
1975 · 
1976 · 
1977 · 
1978 · 
1979 · 
1980 · 
1981 · 
1982 · 
1983 · 
1984 · 
1985 · 
1986 · 
1987 · 
1988 · 
1989 · 
1990 · 
1991 · 
1992 · 
1993 · 
1994 · 
1995 · 
1996 · 
1997 · 
1998 · 
1999 · 
2000 · 
2001 · 
2002 · 
2003 · 
2004 · 
2005 · 
2006 · 
2007 · 
2008 · 
2009 · 
2010 · 
2011 ·
2012 · 
2013 ·
2014 ·
2015 ·
2016 ·
2017 ·
2018 ·
2019 ·
2020 · 
2021 · 
2022 · 
2023 · 
2024 · 
2025